# Jaime Alas
Pour les articles homonymes, voir Alas (homonymie).
Jaime Enrique Alas Morales est un footballeur salvadorien, né le 30 juillet 1989 à San Salvador. Il évolue au poste de milieu offensif.

## Biographie
En juillet 2013, il est prêté pour le reste de la saison de MLS aux Earthquakes de San José.

## Palmarès
Vierge